# Eutanyacra paranda
Eutanyacra paranda är en stekelart som först beskrevs av Cresson 1874.  Eutanyacra paranda ingår i släktet Eutanyacra och familjen brokparasitsteklar. Inga underarter finns listade i Catalogue of Life.